# Ring (Paczków)

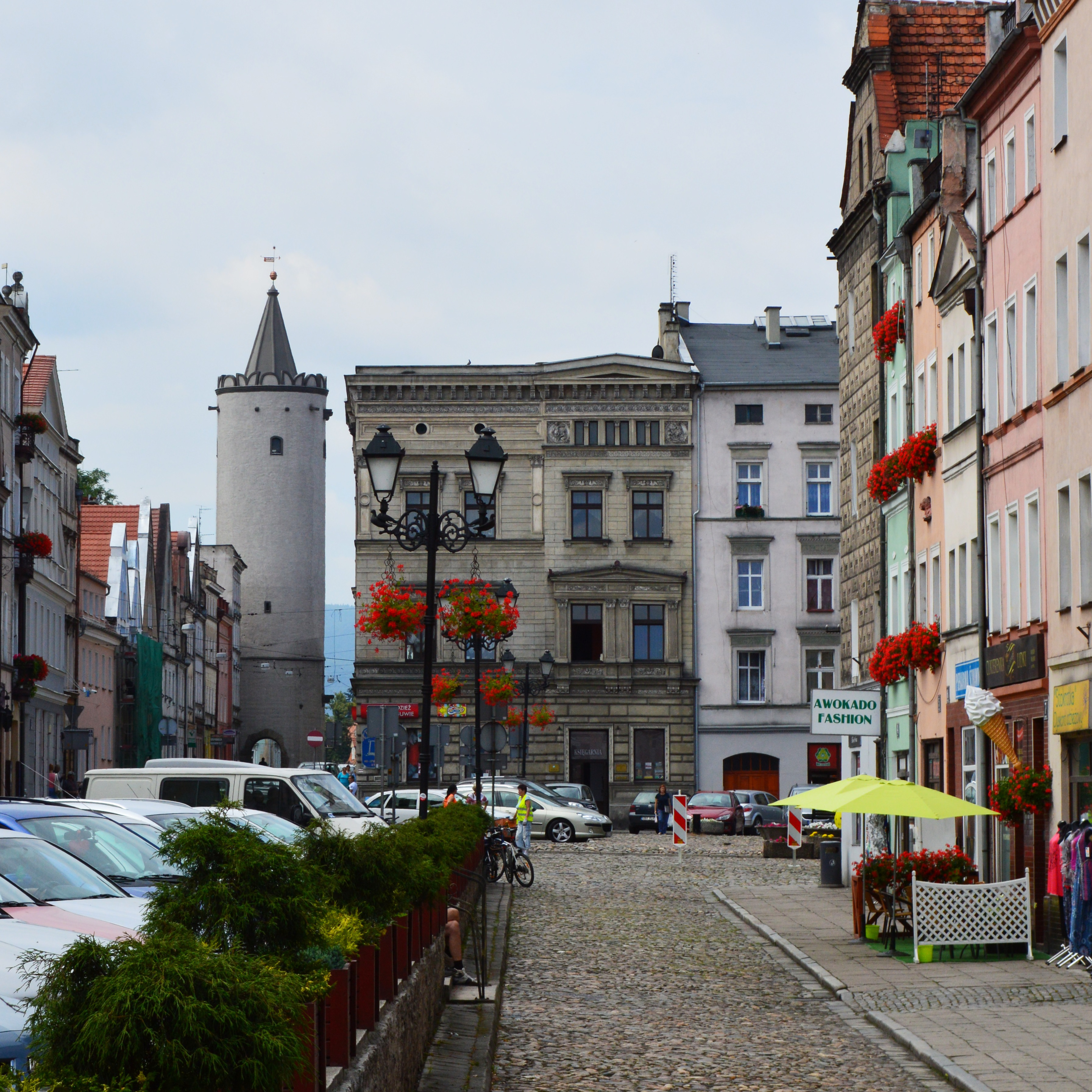
Südwestliche Ecke des Rings

Der Ring (polnisch Rynek) ist ein mittelalterlicher Marktplatz in Paczków (dt. Patschkau), welcher den Kern der Innenstadt bildet. Der Ring hat die Gestalt eines Rechtecks mit den Maßen 160 m mal 75 m. Die historische Bebauung mit Bürgerhäusern aus dem 16. bis zum 19. Jahrhundert ist bis heute erhalten.

## Lage

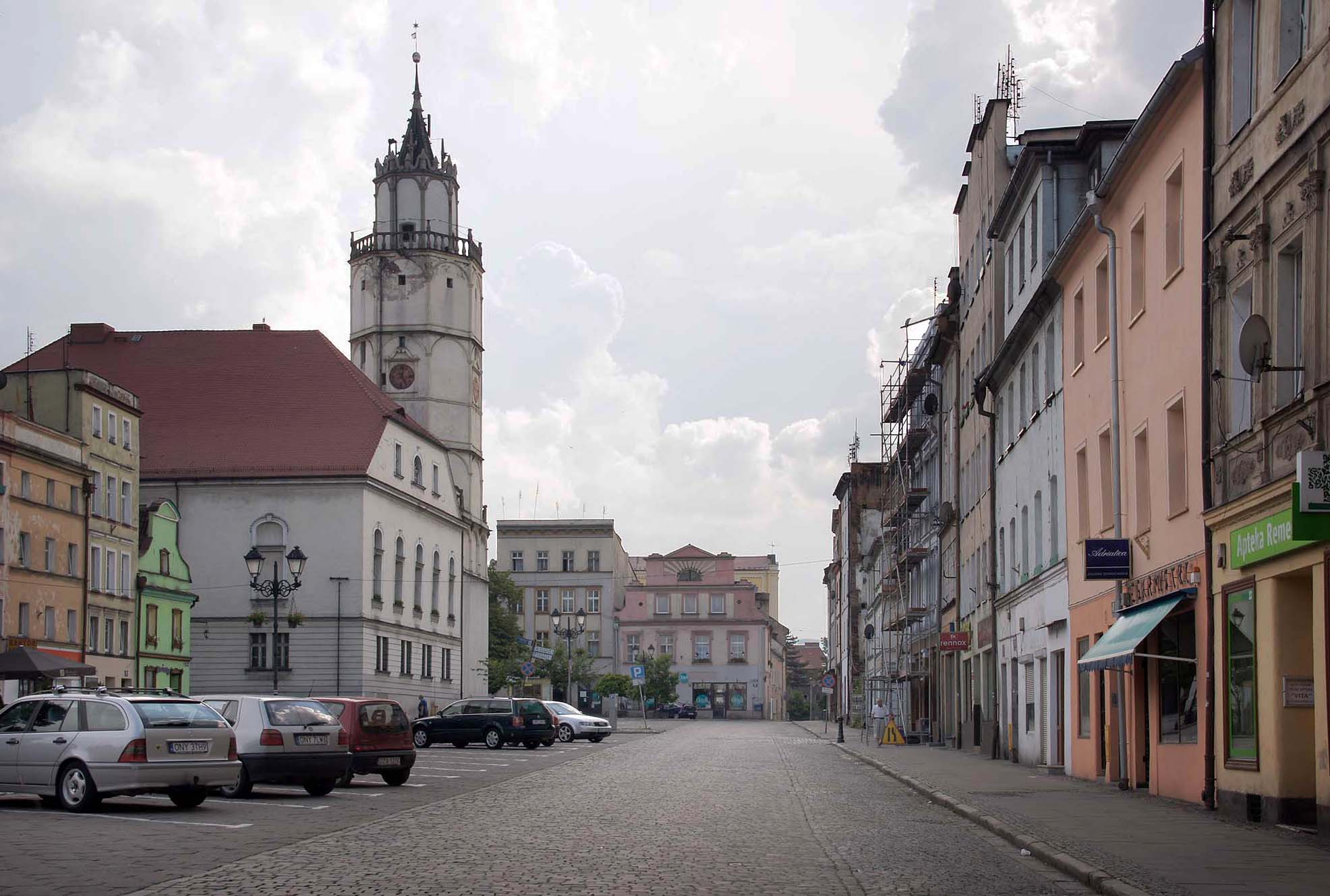
Nordseite des Rings mit Rathaus (links)

Der Ring bildet ein städtebauliches Ensemble mit den hier einmündenden Straßen in der Altstadt. Der Platz bildet das Zentrum der Stadt Paczków. Die Mitte des Platzes bildet ein Innenkern aus Bürgerhäusern und dem Patschkauer Rathaus.
Am Ring münden insgesamt zehn Straßen ein: ul. Kołłątaja Hugon (bis 1945 Schulstraße), ul. Słowackiego Juliusza (Promenadenstraße), ul. Sikorskiego Władysława (Frankensteiner Straße), ul. Piastowska (Gartenstraße), ul. Plater Emilii (Münsterbergerstraße), ul. Wrocławska (Breslauer Straße), ul. Wojska Polskiego (Neisser Straße), ul. Krasińskiego Zygmunta (Hospitalstraße), ul. Kościelna (Konradstraße) und ul. Narutowicza Gabriela (Glatzerstraße).

## Geschichte
Der Ring entstand mit Gründung der Stadt zu Mitte des 13. Jahrhunderts. Zunächst entstanden Holzhäuser entlang des rechteckigen Platzes. Erste steinerne Bürgerhäuser wurden im 16. Jahrhundert erbaut. Einige Häuser aus dieser Zeit haben sich in Teilen bis heute erhalten, darunter die Häuser Nr. 25 und Nr. 35. Ab 1594 entstanden auf dem Ring öffentliche Brunnenanlagen, sogenannte „Rohrbütten“. Im 17. Jahrhundert entstanden die Wohn- und Geschäftshaus im Innenblock.
Im 19. Jahrhundert, vorwiegend Ende des Jahrhunderts, wurden zahlreiche Wohn- und Geschäftshäuser im eklektischen Stil umgestaltet, umgebaut und ausgebaut. 1900 wurde die Rohrbütten stillgelegt.
Im Zweiten Weltkrieg blieben die Bebauungen entlang des Rings weitestgehend unzerstört. Durch fehlende Renovierungen in den folgenden Jahrzehnten kam es zum teilweisen Verfall der historischen Bausubstanz. Erst in den 1960er Jahren fanden Instandsetzungsarbeiten an den Häusern am Ring statt. Der Großteil der Ringbebauung wurde zwischen 1964 und 1966 unter Denkmalschutz gestellt.
Zwischen 2017 und 2019 wurde der Ring grundlegend saniert und neugestaltet.

## Bauwerke

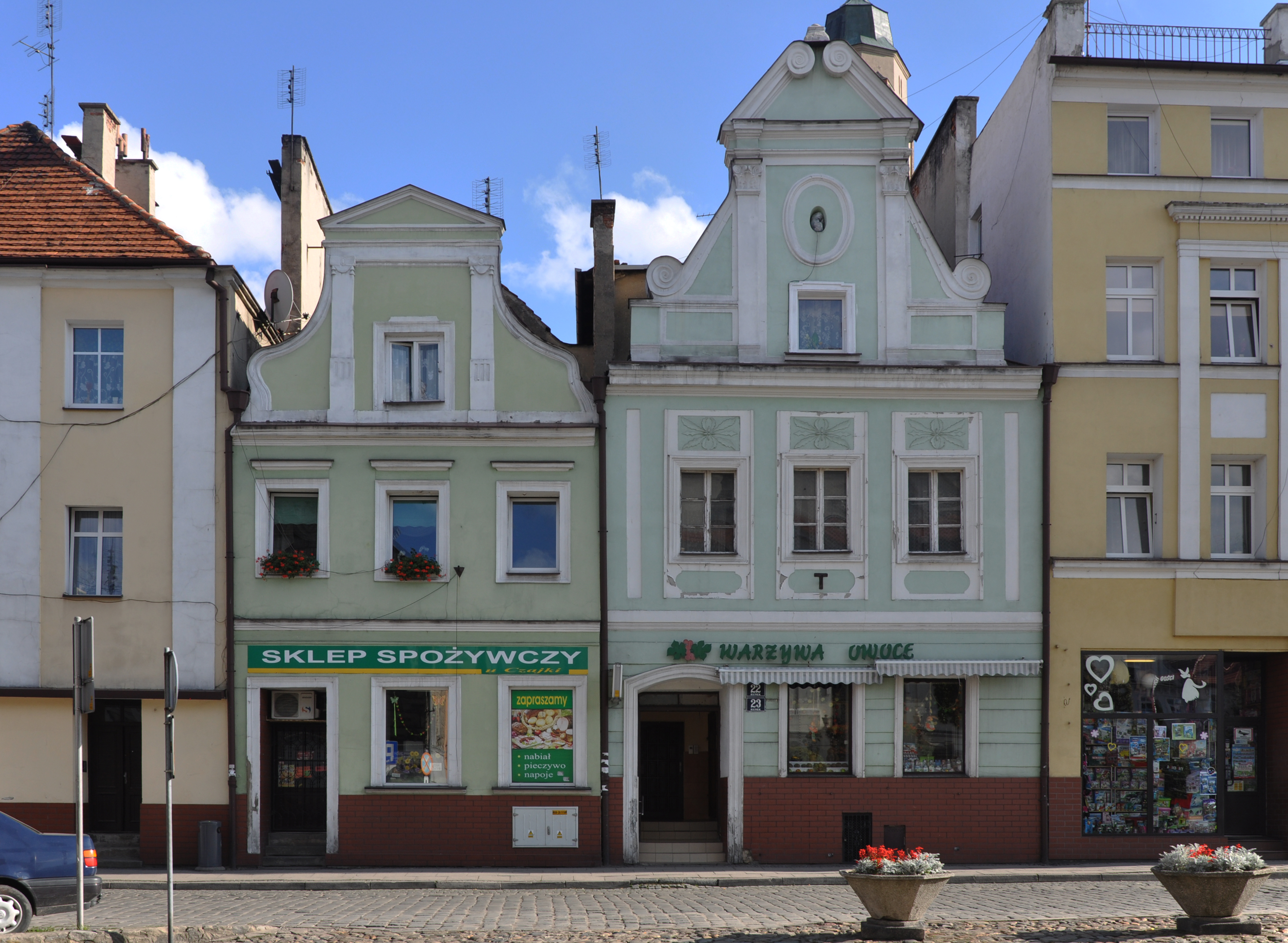
Bürgerhäuser Nr. 22 (rechts) und 23 (links)

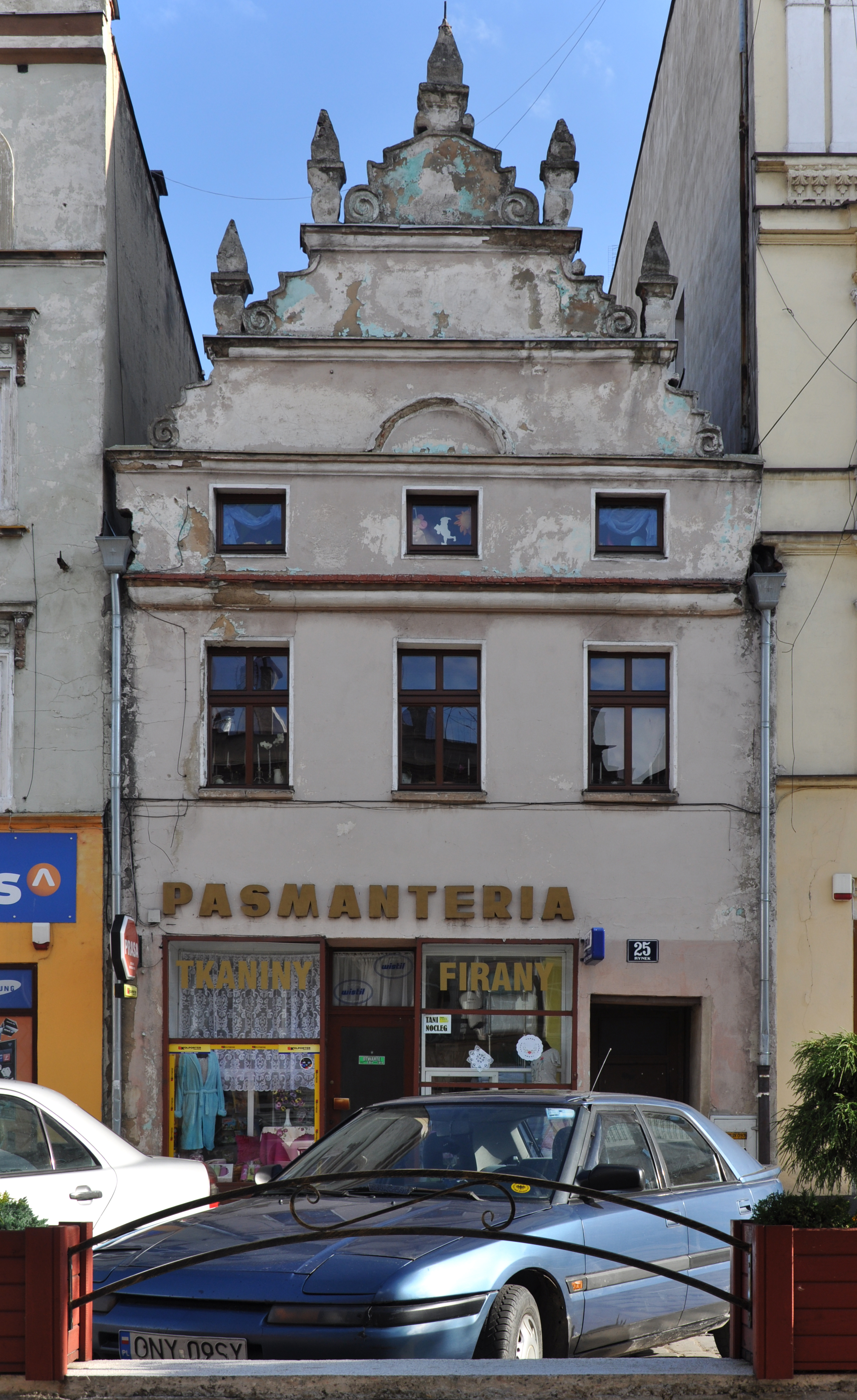
Haus Nr. 25

### Rathaus
Das Rathaus auf dem Ring wurde 1542 bis 1552 errichtet und 1821/22 sowie 1911/12 umgestaltet. Der Renaissance-Rathausturm mit durchbrochenem Turmhelm wurde 1550–1552 unter Bischof Balthasar von Promnitz errichtet.

### Häuser Nr. 22 und 23
Beide Häuser stehen an der Ostseite des Rings. Beide zweigeschossigen Gebäude besitzen einen Giebel und wurden im 18. Jahrhundert im barocken Stil errichtet.

### Haus Nr. 25
Das zweigeschossige Wohn- und Geschäftshaus steht an der Ostseite des Rings und wurde 1600 im Stil der Renaissance errichtet.

### Haus Nr. 35
Das zweigeschossige Wohn- und Geschäftshaus steht an der Nordseite des Rings und wurde 1560 im Stil der Renaissance errichtet. Das Gebäude besitzt einen aufwendig gestalteten Giebel.

### Haus Nr. 36
Das zweigeschossige Wohn- und Geschäftshaus, gelegen an der Nordseite des Rings, wurde im 18. Jahrhundert im barocken Stil mit einem Giebel errichtet.

### Gasthaus Nr. 55
Das Haus Nr. 55 Ecke ul. Narutowicza Gabriela wurde 1870 im spätklassizistischen Stil errichtet. Bis in die 1920er Jahre befand sich hier das Gasthaus „Zum Goldenen Kreuz“. Danach wurde das Gebäude als Hotel genutzt (bis 1945 „Hotel Wolf“). Das Gebäude wurde 1989 unter Denkmalschutz gestellt.